# Amblypachus
Amblypachus is een geslacht van vliesvleugeligen uit de familie Pteromalidae. De wetenschappelijke naam van dit geslacht is voor het eerst geldig gepubliceerd in 1964 door De Santis.

## Soorten
Het geslacht Amblypachus is monotypisch en omvat slechts de volgende soort:
- Amblypachus praeruptus De Santis, 1964